# روكويل جي. فلينت
روكويل جي. فلينت هو محرر وسياسي أمريكي، ولد في 23 مارس 1842 في ويليامزتاون في الولايات المتحدة، وتوفي في 23 يونيو 1933 في بلدة مينوموني في الولايات المتحدة. نشط حزبياً في الحزب الجمهوري. وقد انتخب عضو جمعية ولاية ويسكونسن ‏.